# Legendary Tales
Legendary Tales (енгл. Легендарне приче) је, према званичном сајту бенда, први албум италијанског пауер метал бенда Rhapsody of Fire, издат 1997. Њиме почиње Сага Смарагдног мача.

## Списак песама
1. -01:13
2. -05:57
3. -06:09
4. -03:23
5. -05:32
6. -01:20
7. -04:50
8. -03:31
9. -05:31
10. -07:49

## Музичари
- Фабио Лионе - вокал
- Лука Турили - гитара
- Алесандро Старополи - клавијатуре
- Данијеле Карбонера - бубњеви

### Информације о албуму
- Продуцирали и миксовали су га Саша Пает и Михаел Роденберг.
- Омот и логотип је дизајнирао Ерик Филипе.
- Све песме су написали Лука Турили и Алесандро Старополи.
- Све класичне уводе су компоновали Лука Турили и Алесандро Старополи.
- Све бас деонице су свирали Саша Пает и Роберт Хунецке.